# Famille d'Hautpoul
La famille d'Hautpoul est une famille éteinte de la noblesse française, d'extraction chevaleresque, originaire de Mazamet (Tarn). Elle a formé plusieurs branches, qui ont essaimé dans l'Aude, la Haute-Garonne, et l'Hérault.
Régis Valette écrit que cette famille a prouvé sa noblesse depuis 1394 pour l'admission aux honneurs de la Cour, et qu'elle a obtenu un titre de baron en 1810. Cette famille s'est éteinte en 2007, à la mort d'Elaine d'Hautpoul, épouse d'Yves de Poulpiquet dont descendance.

## Histoire

### Origine
Le chef de famille des Hautpoul s'appelle traditionnellement Pierre Raimond.
Le premier membre connu est Pierre Raymond, présent en 1084 à Nîmes lors d'une assemblée régionale, mentionné comme "noble laïc". Lors de la première croisade, un Pierre Raymond d'Hautpoul accompagne le comte Raymond de Toulouse en Terre Sainte, mourant de la Peste à Antioche en 1098. Un autre Pierre Raymond fait donation la même année avec son frère Arnaud de l'église de Saint-Amans au monastère de Caunes,. A la même époque, la famille construit le château primitif d'Hautpoul, et se fait intituler seigneurs des montagnes du Hautpoullois.

### À partir duXIIesiècle
En 1131, Pierre Raimond d'Hautpoul et son fils Ermengauz s'emparent du château de Boissezon, appartenant au vicomte Roger Trencavel, à la faveur d'un conflit entre celui-ci et Hugues de Seixac. Le vicomte négocie pour le récupérer. Ainsi, d'abord opposés aux vicomtes Trencavel, les Hautpoul rentrent dans leur obédience par un serment en octobre 1136, réalisé par Guillem-Pierre en faveur de Cécile de Provence et de Roger Trencavel. Ce Guillem-Pierre, fils d'Adalaïs, est attesté en 1134, 1136 et 1141. Un autre Guillem-Pierre, ou le même, est mentionné en 1150,1152, 1158, 1160 et 1163. Un Pierre Raimond d'Hautpoul fréquente jusqu'en 1164 le cercle restreint des proches du vicomte Raimond Trencavel. Puis un nouveau Pierre Raimond, sans doute fils du précédent, est nommé viguier d'Albi par Roger II Trencavel à partir de 1175, mais disparaît des actes en 1188.
Au XIIIe siècle, la famille d'Hautpoul est liée à celle de Miraval, Raimond de Miraval possédait une maison dans le castrum d'Hautpoul. C'est par ailleurs l'oncle d'Izarn d'Hautpoul, seigneur d'Hautpoul et d'Aussillon lors de la croisade des albigeois. Izarn meurt en 1212 lorsque Simon de Montfort assiège la place-forte où de nombreux cathares vivaient. Après cet événement, les Trencavel ayant été vaincus, la seigneurie est rattachée au comté de Toulouse puis bientôt à la couronne de France.
En 1277, Izarn Bonhomme, d'une branche cadette de la famille d'Hautpoul dont on retrouve plusieurs membres intitulés "Bonhomme" depuis 1146, est le premier seigneur connu d'Aiguefonde, où un château est construit au début du XIVe siècle par les Hautpoul.
Lors des guerres de Religion, en 1560, Sébastien d'Hautpoul, gouverneur catholique de Mazamet, est contraint de fuir devant les huguenots et se réfugie dans un des châteaux d'Hautpoul. Malgré la position dominante du bourg, la forteresse en question est prise par les protestants le 16 février 1574, en même temps que tout le village.

### La seigneurie de Rennes-le-Château
En 1422, Pierre-Raymond d'Hautpoul se marie à Blanche de Marquefave et par cette alliance, la famille d'Hautpoul entre en possession de la seigneurie de Rennes-le-Château. François d'Hautpoul (1689-1753) possède un grand patrimoine dans la région de Rennes-le-Château : le château, cinq métairies et les bains de Rennes. Après s'être marié en 1732 avec Marie de Nègre d'Able, il récupère aussi le marquisat de Blanchefort (et le château de Blanchefort), la seigneurie de Roquefeuil et de nombreuses terres.
Il reste de nombreux flous sur la manière dont cette famille a obtenu différentes terres à Rennes-le-Château, et plusieurs actes, archives ou testaments de la famille ont disparu mystérieusement. C'est principalement le cas pour le testament d'Henri d'Hautpoul, et surtout celui de François-Pierre d'Hautpoul, établi en novembre 1644, qui auraient été cachés dans l'église de Rennes, puis redécouverts par l'abbé Saunière. Le testament de François-Pierre d'Hautpoul contiendrait une généalogie des rois mérovingiens de 1200 à 1644 et six lignes de texte touchant Saint-Vincent de Paul.
Cependant, la famille d'Hautpoul a continué de prospérer par ses autres branches, principalement dans le domaine militaire, avec des noms comme Jean-Joseph Ange d'Hautpoul ou Alphonse Henri d'Hautpoul. Mais avec la Révolution, la plupart des terres de la famille ont été perdues.

## Branches
- branche de Rennes, seigneurs de Rennes-le-Château
- branche de Salettes, seigneurs de Salettes
- branche de Seyres, seigneurs de Seyres
- branche de Félines, seigneurs de Félines

## Personnalités

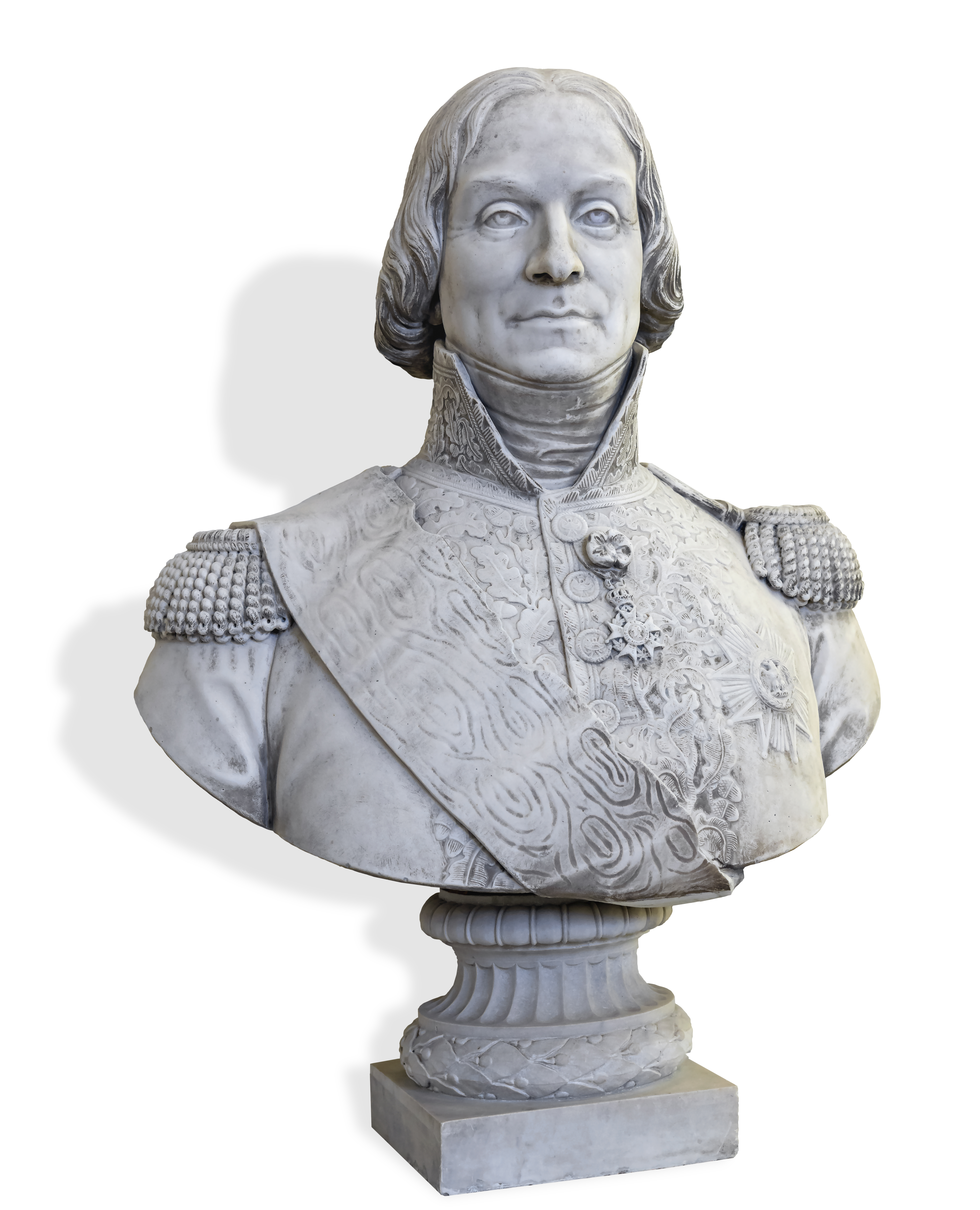
Jean-Joseph Ange d'Hautpoul (1754-1807), général de division de la Révolution et de l'Empire.
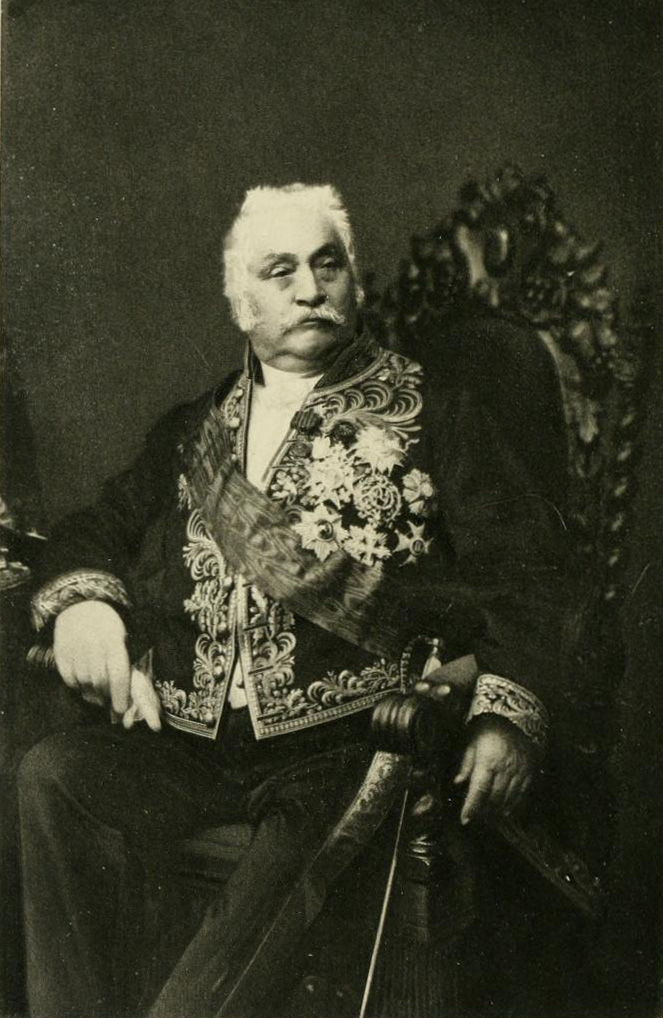
Charles Marie Benjamin d'Hautpoul (1772-1853), maréchal de camp.
- Marie-Constant Fidèle Henri d'Hautpoul (1780 - 1851), maréchal de camp.
- Olivier d'Hautpoul (1782-1851), Officier supérieur et artiste peintre.
- Alphonse Henri d'Hautpoul (1789-1865), ministre de la guerre sous la Deuxième République.
- Eugène d'Hautpoul (1821-1875), royaliste et conseiller municipal de Toulouse sous la monarchie de Juillet.
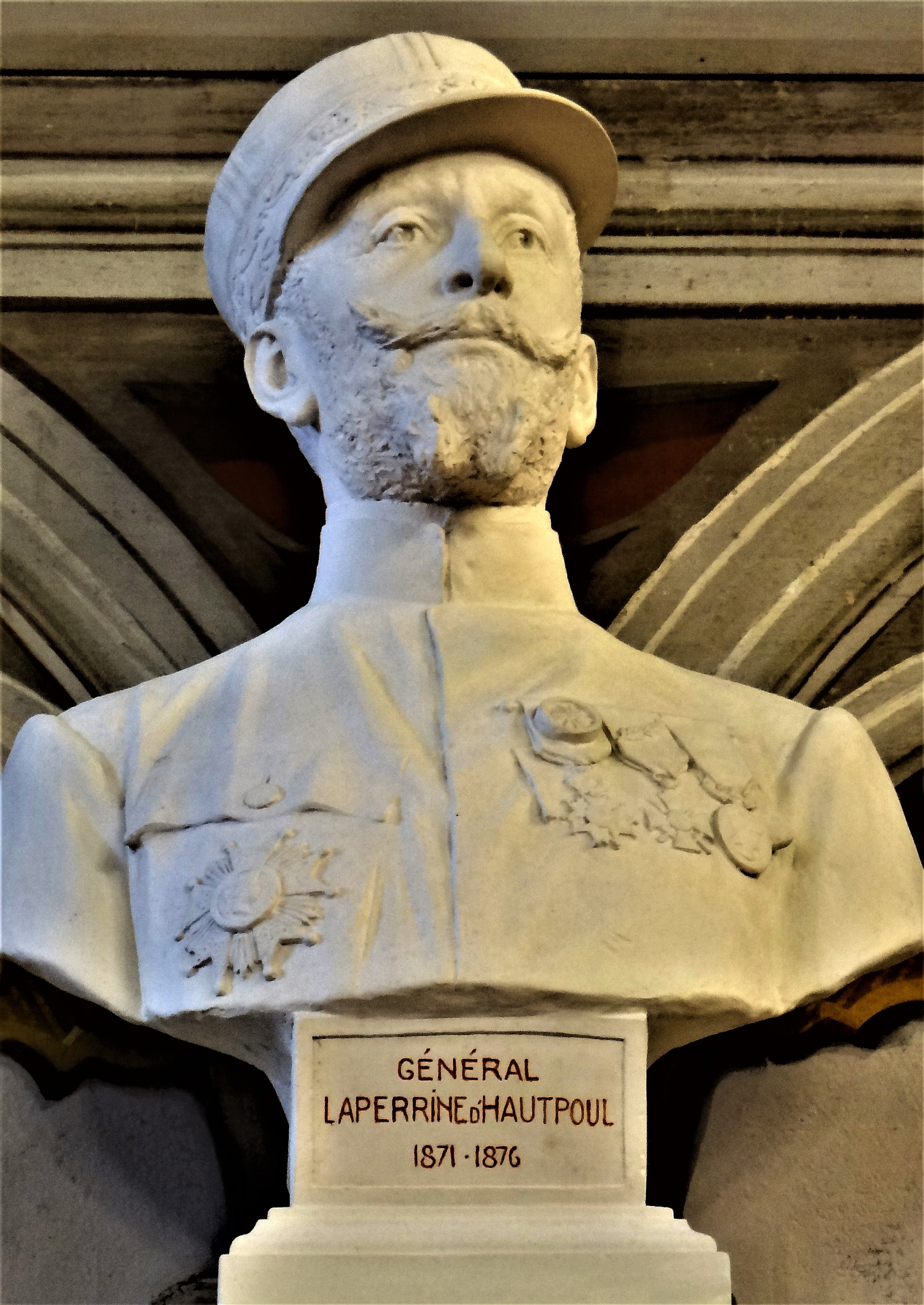
François-Henry Laperrine d'Hautpoul (1860-1920), explorateur et général de division.  - Jean Joseph Ange d'Hautpoul
  - Alphonse Henri d'Hautpoul
  - François-Henry Laperrine d'Hautpoul

## Châteaux et demeures
- Château d'Aiguefonde à Aiguefonde ;
- Château d'Aussillon à Aussillon ;
- Château de Blanchefort, près de Rennes-les-Bains ;
- Château d'Hautpoul, à Hautpoul ;
- Château des Hautpoul, à Rennes-le-Château.
- Château de Salettes, à Cahuzac-sur-Vère ;
- Château de Seyre, à Seyre.

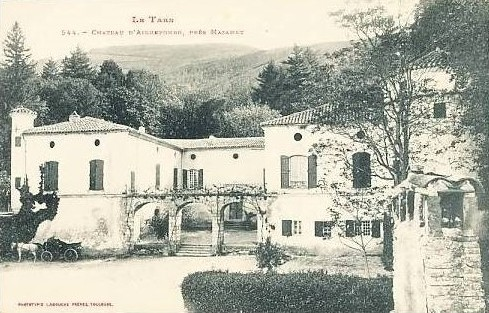
Le château d'Aiguefonde
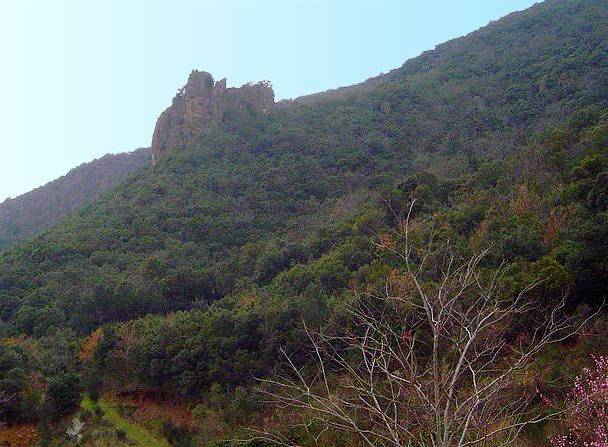
Les vestiges du château de Blanchefort
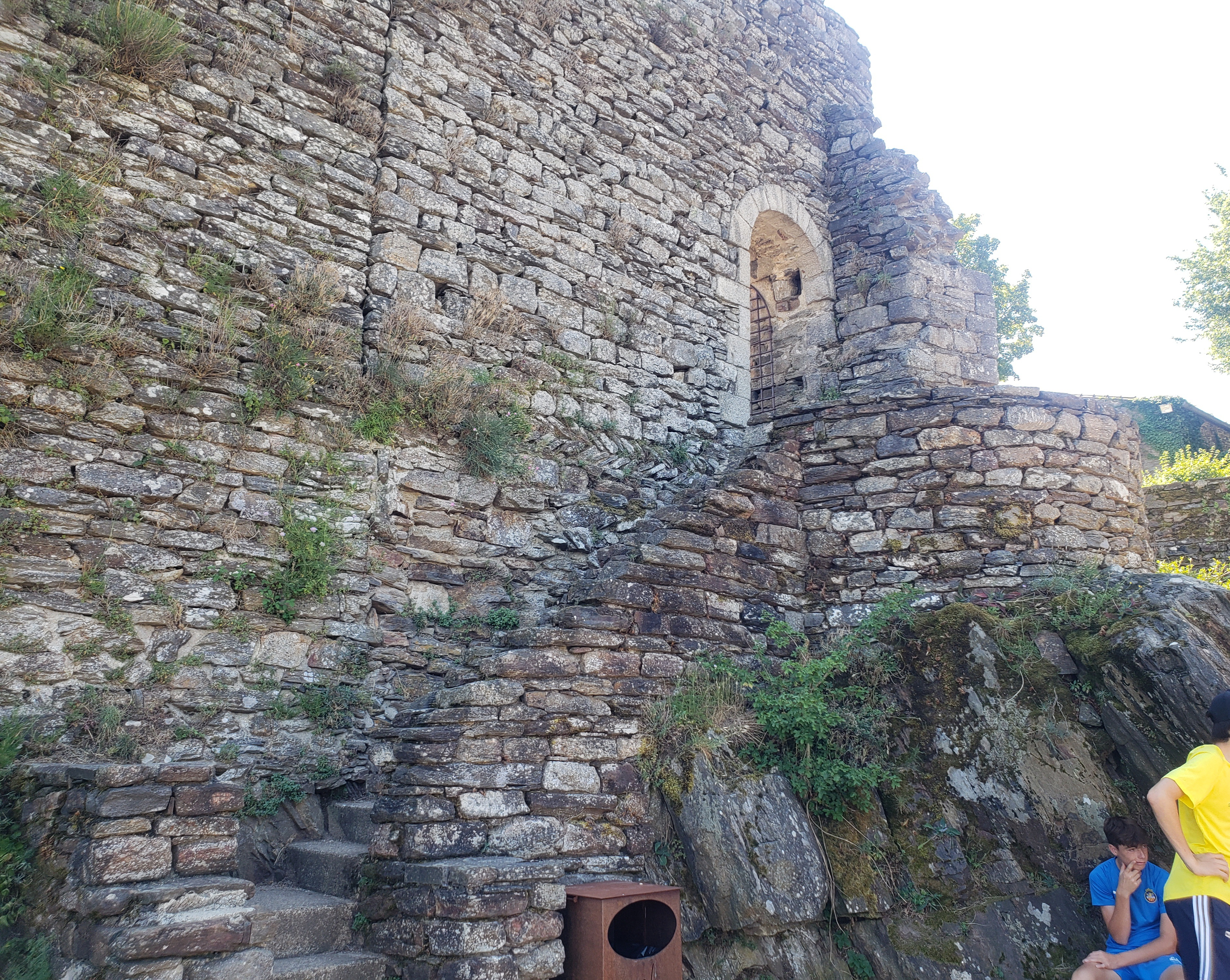
Les ruines du château-bas d'Hautpoul
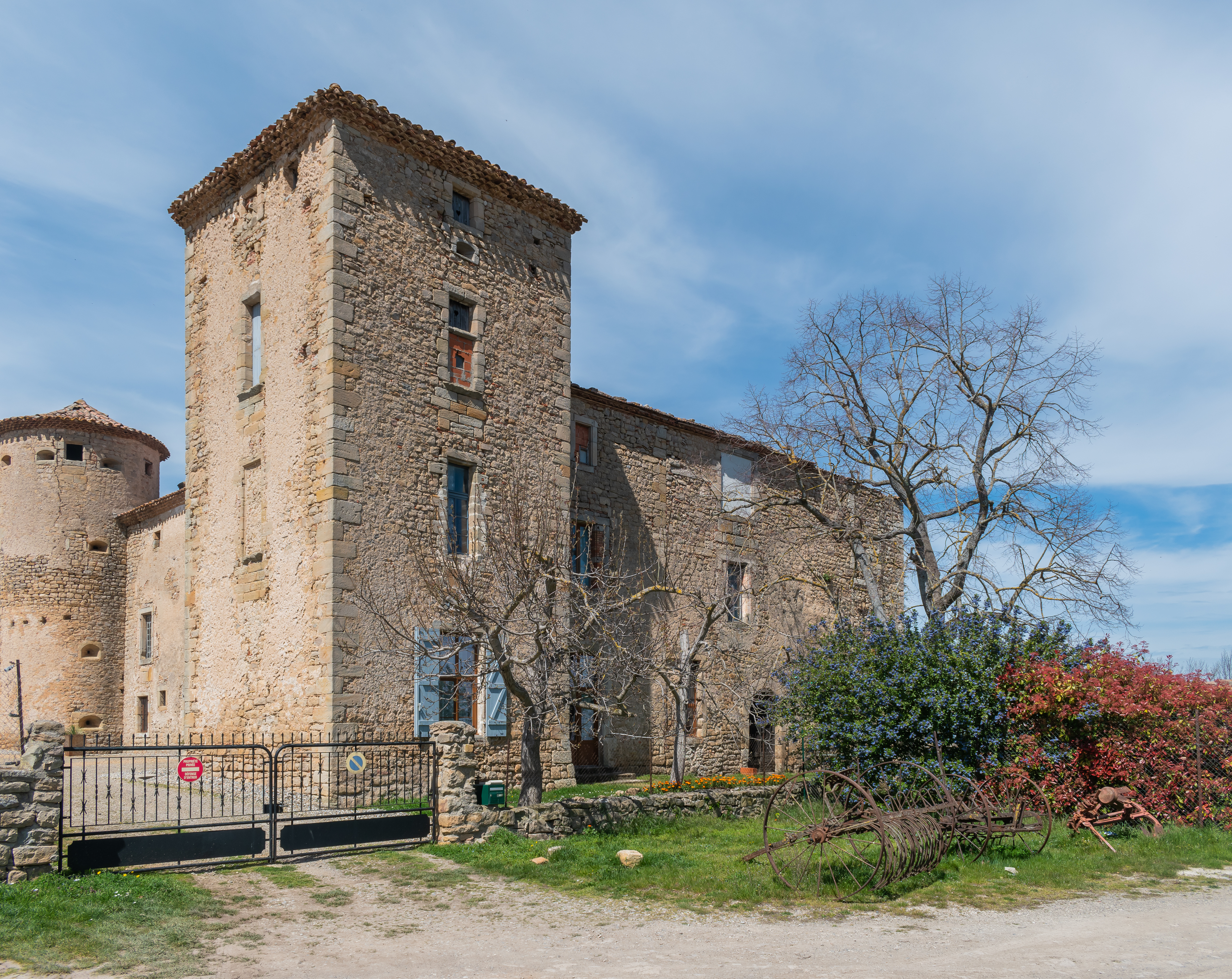
Le château des Hautpoul (Rennes-le-Château)
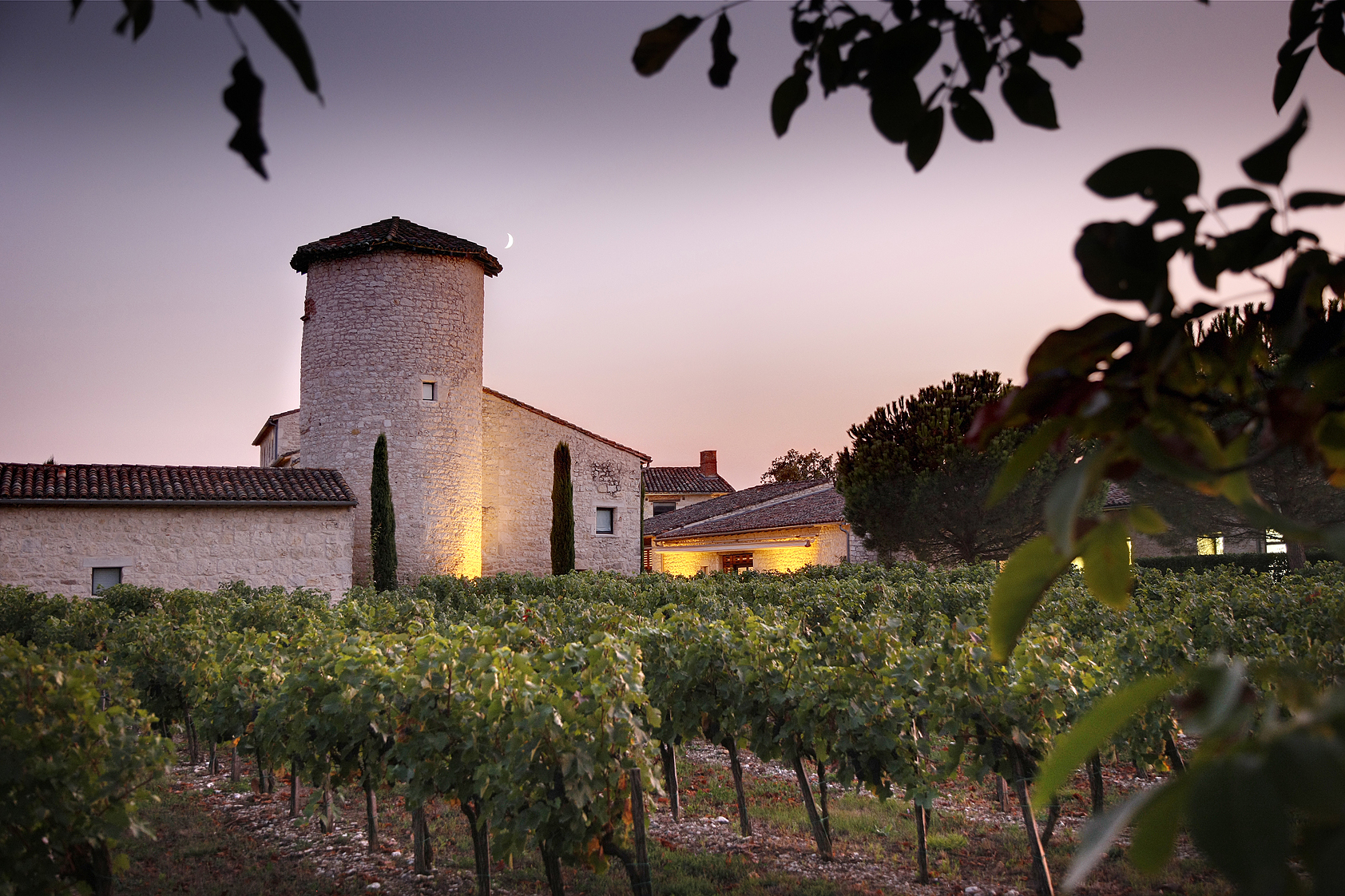
Le château de Salettes

## Armes

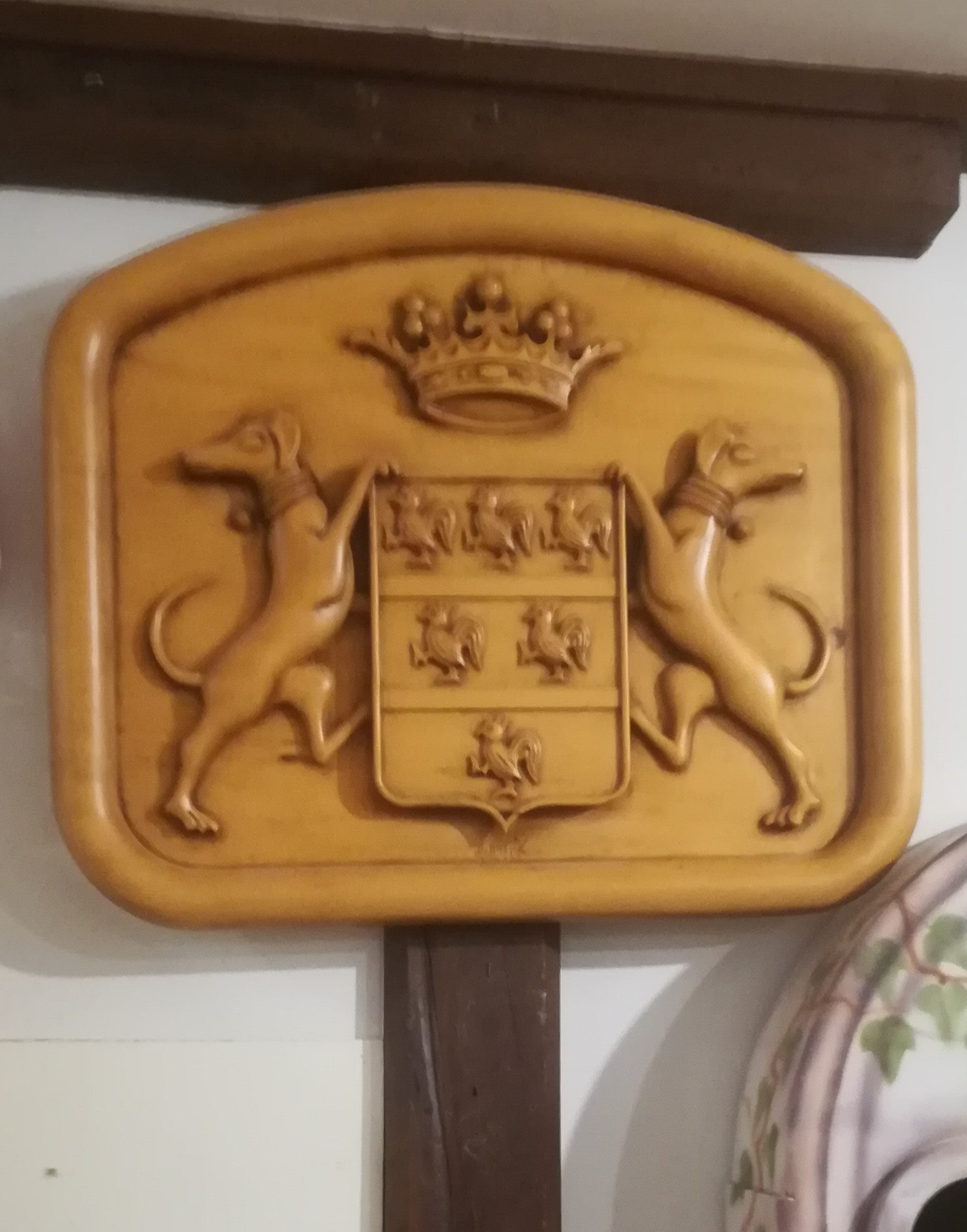
Les armoiries de la famille, à la maison du Bois et du Jouet de Mazamet.

Les armes des Hautpoul sont D'or à deux fasces de gueules, accompagnées de six coqs de sable, crêtés, becqués et barbés de gueules, posés 3, 2 et 1
Les armes de la ville de Félines-Minervois reprennent celle de la famille.

## Titres
- Marquis d'Hautpoul
- Comte d'Hautpoul

## Alliances
Les principales alliances sont : de Montolieu, de Mauléon, de Casteras, de Villemur, de Montesquieu de Roquefort, de Vernon, de Lordat, de Castellane-Esparron, de Capèle, de Puybusque, de Narbonne, de Montbrun, de Cardaillac, d'Armagnac, de Foucaud, de Verdun, Berthier de Wagram, de Cardevrac d'Havrincourt, de Poulpiquet.